# Vinciane Debaille
Vinciane Debaille est une géologue et géochimiste belge. Sa spécialité est l’étude de météorites de diverses origines, provenant d'astéroïdes, de la Lune ou encore de Mars. Elle a mené plusieurs missions de collecte de météorites en Antarctique.

## Biographie
Vinciane Debaille commence ses études de géologue en Belgique. Elle élabore sa thèse de doctorat à Clermont-Ferrant à l'Université Blaise Pascal dans le laboratoire Magmas et Volcans.
Elle part aux États-Unis au centre de la NASA de Houston et au Lunar and Planetary Institute. Elle découvre le monde des météorites sur place et décide, à son retour en Belgique, de proposer à l'ULB des projets de recherche sur les météorites. Elle y est chercheuse qualifiée FNRS et professeur depuis 2010.
En 2014, elle obtient une ERC Starting Grant pour son étude qui s’intéresse à la formation et à l'évolution du système solaire à travers l'étude des météorites.
De 2015 à 2017, elle participe au projet multinational Euro-Cares (European Curation of Astromaterials Returned from Exploration of Space, 2015-2017).
En 2020, elle fait partie du groupe de scientifiques européens (ESA) sélectionné pour participer à la mission Perseverance, pilotée par la NASA,.

## Sources
1. ↑   [vidéo] « Vinciane Debaille, Chercheuse qualifiée F.R.S-FNRS, Faculté des Sciences de l’ULB » (consulté le 20 février 2024)
2. ↑  (en-US) « Vinciane Debaille », sur European Space Sciences Committee (consulté le 21 février 2024)
3. ↑  « EURO-CARES - A European Sample Curation Facility for Sample Return Missions | IEEE Conference Publication | IEEE Xplore », sur ieeexplore.ieee.org (consulté le 21 février 2024)
4. ↑  Rémy Decourt, « Définition | Perseverance - Mars 2020 - Mission martienne | Futura Sciences », sur Futura (consulté le 20 février 2024)
5. ↑  (en-US) « From Antarctica to Mars – ESA – Exploration » (consulté le 20 février 2024)